# Corps des Marines de la république de Corée
Le Corps des Marines de la république de Corée (infanterie de marine) (Hangul: 대한민국 해병대 ; Hanja: 大韓民國海兵隊 ; romanisation: Daehanminguk Haebyeongdae) est le corps d'infanterie de marine de la Corée du Sud chargé, entre autres, des opérations de débarquement et de la protection des îles de la péninsule. Crée le 15 avril 1949, le corps des Marines ne regroupait alors que 380 militaires. Il est, dans les années 2010, le deuxième plus important corps de Marines au monde, même s'il reste largement plus petit que les autres branches de l'armée sud-coréenne, comme l'Armée de terre de la république de Corée.

## Organisation
Il compte 25 000 personnes regroupées en deux divisions : la 1re et la 2e division, et la 4e brigade marine. L'organisation des deux divisions est calquée sur celle des Marines américains, ainsi elles comportent chacune trois régiments d'infanterie, un régiment d'artillerie, un bataillon de chars de combat et un d'assaut amphibie. Quant au matériel utilisé il comprend, en 2014, 124 véhicules blindés lourds amphibies AAV-7A1, cinquante chars K1A1 ainsi que des obusiers K9 Thunder et KH179.

## Galerie

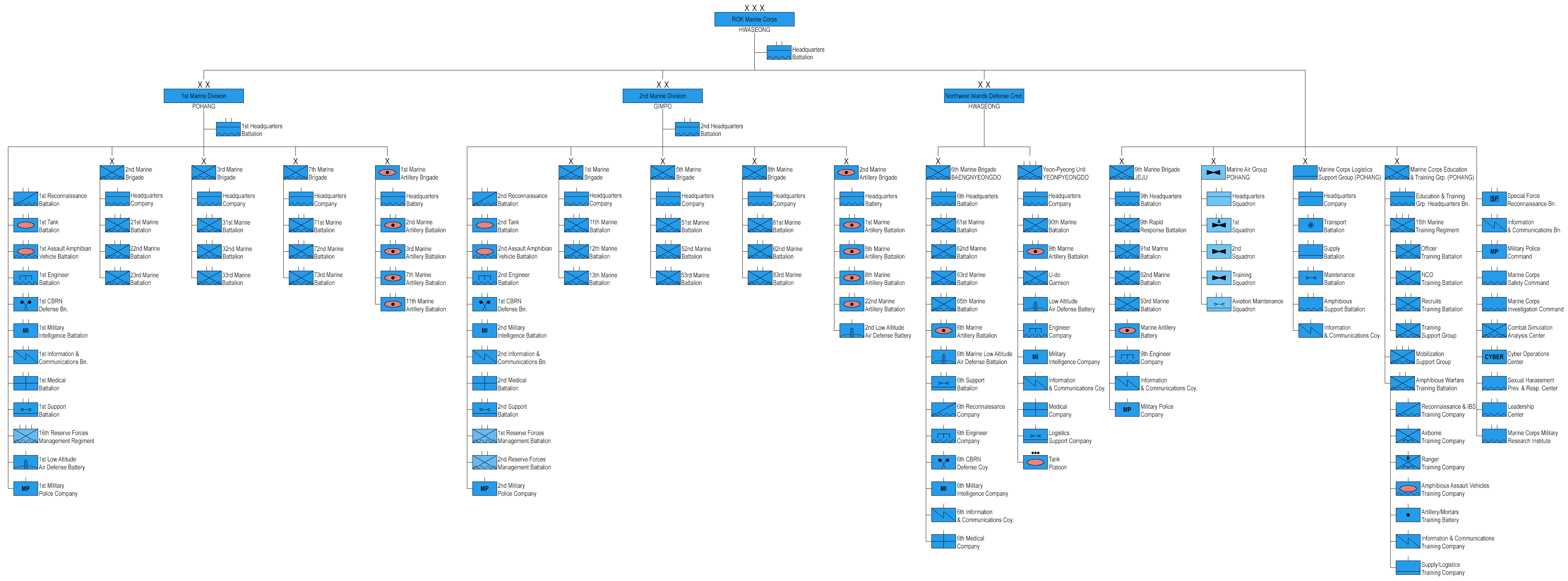
Organigramme du corps des Marines de la république de Corée 2025.
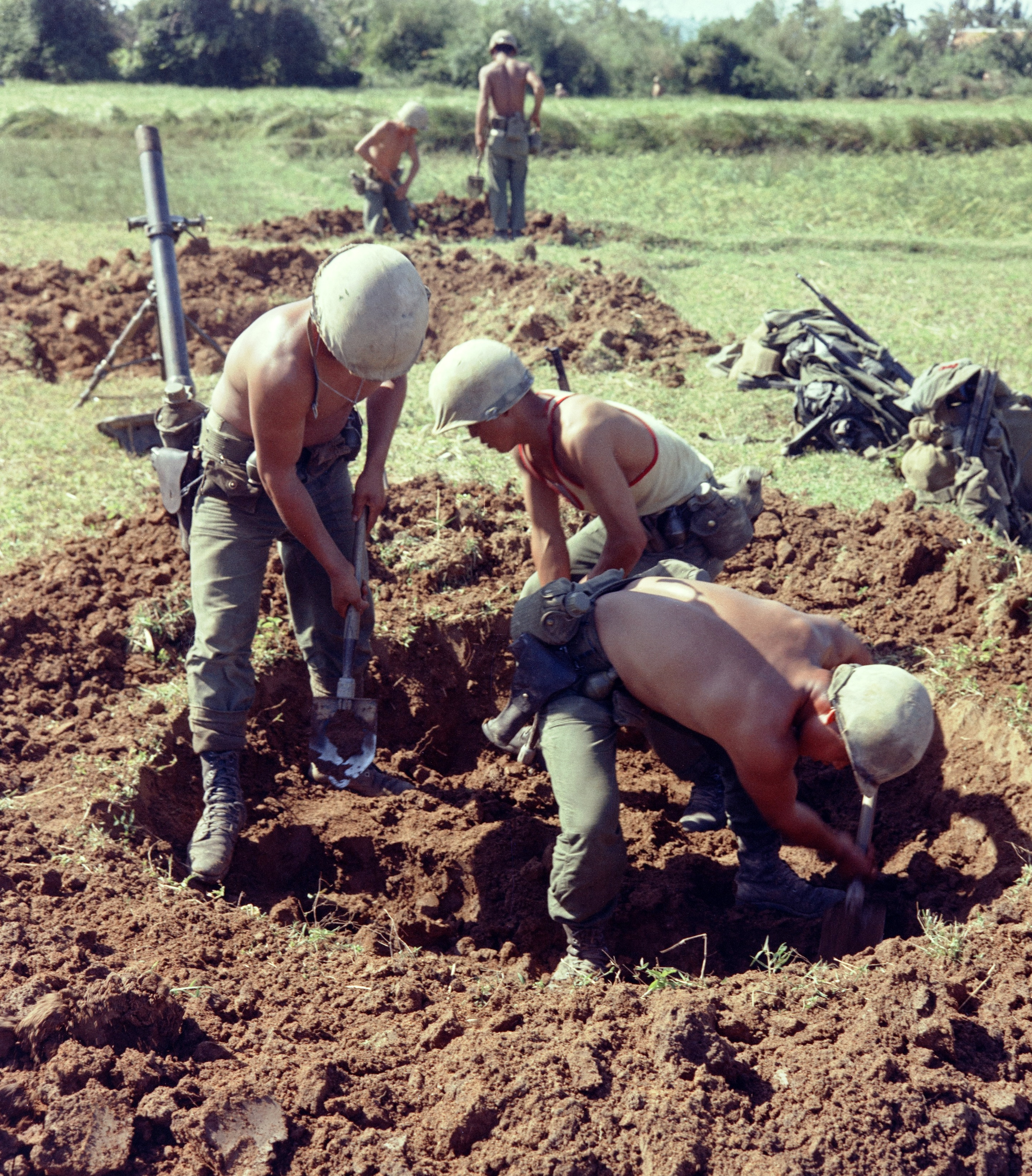
Des Marines sud-coréens préparant une position de combat durant la guerre du Vietnam en 1966.
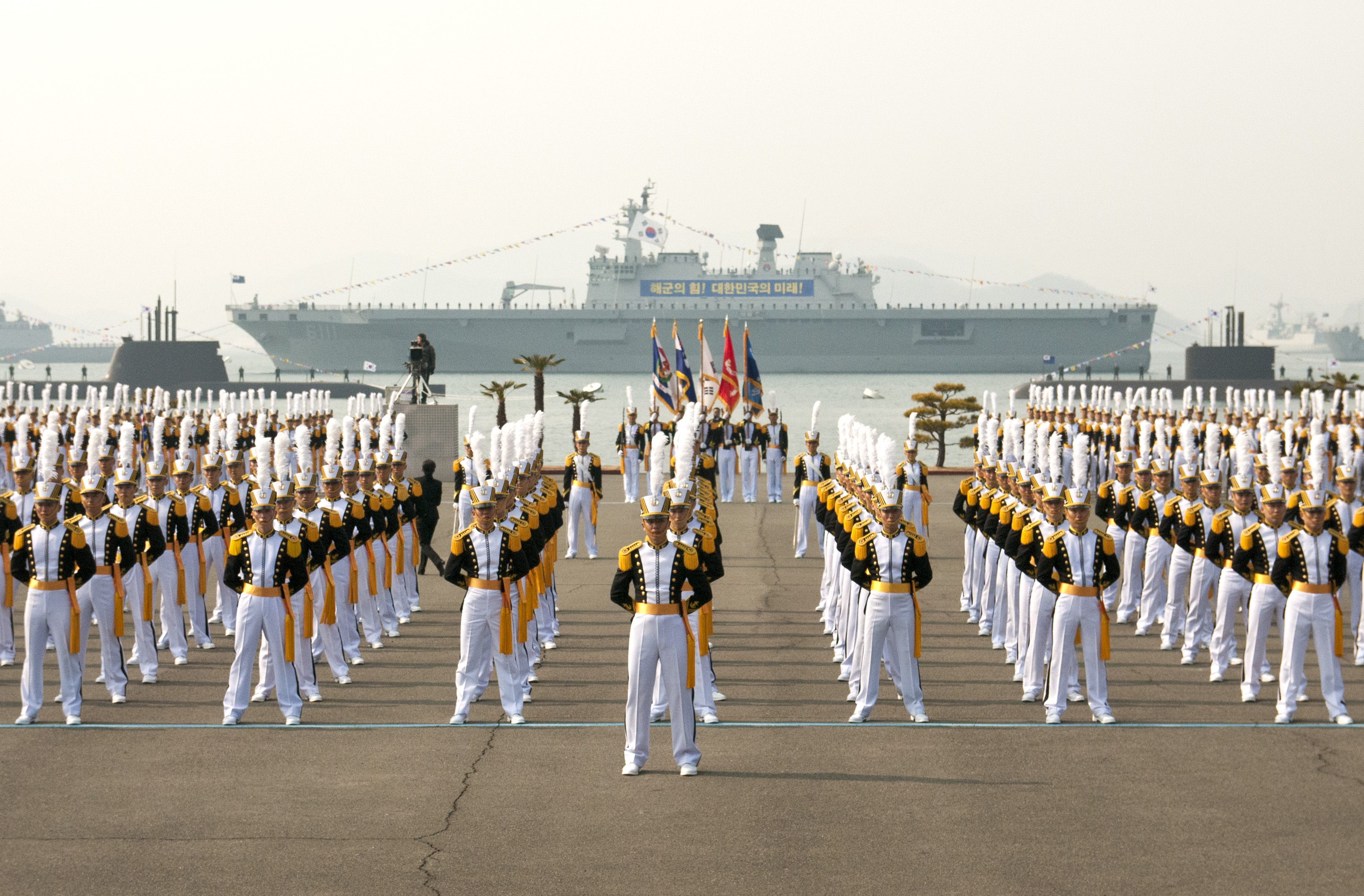
Midshipmen du corps des Marines lors d'une parade officielle.
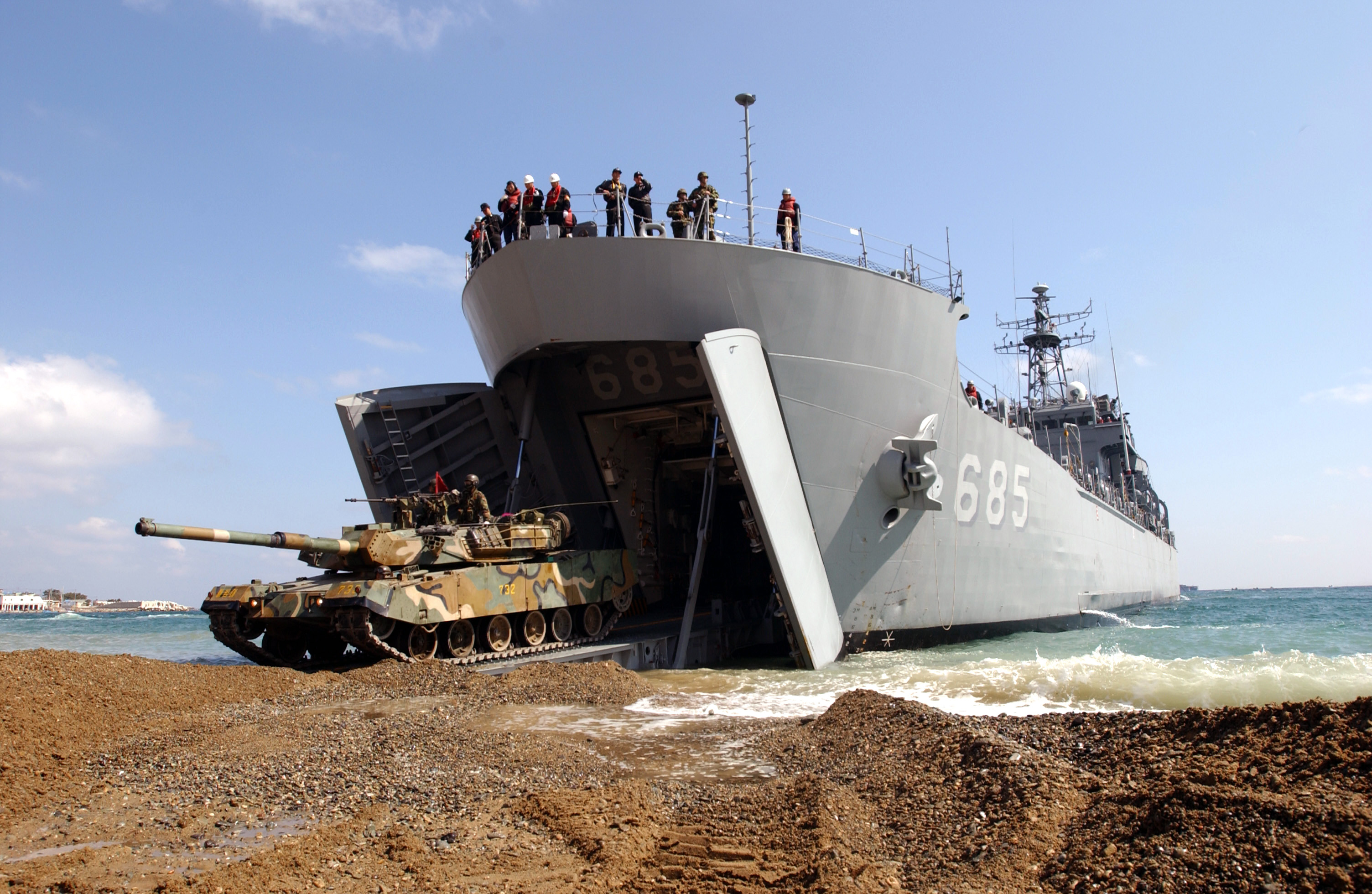
Débarquement d'un char K1 lors de l'exercice annuel Foal Eagle 2004.
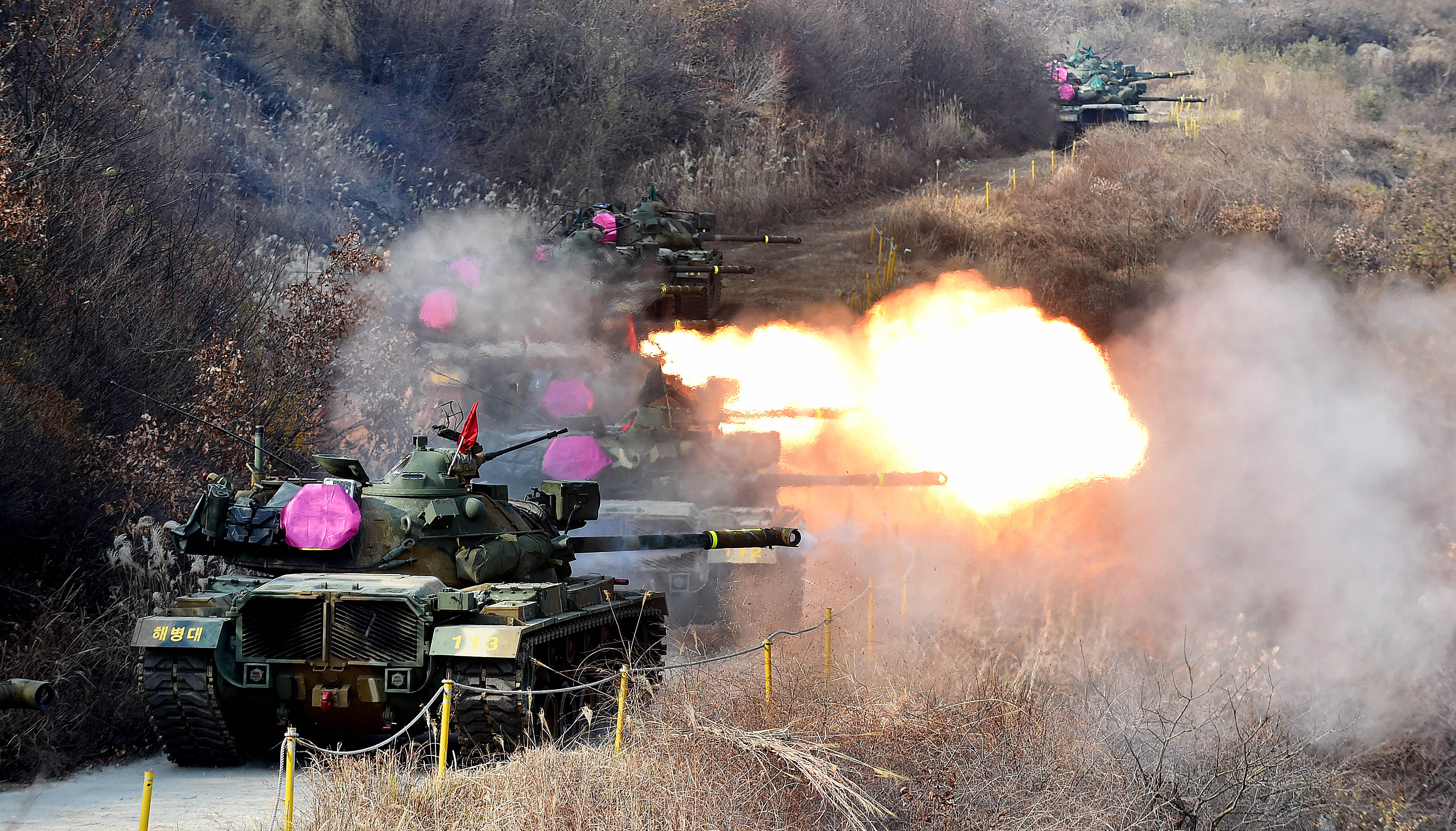
Exercice de chars M48 Patton de la 2e division des Marines en 2014